# Rocky Hill (New Jersey)
Pour les articles homonymes, voir Rocky Hill.
Rocky Hill est un borough situé dans le comté de Somerset, dans l'État du New Jersey, aux États-Unis.